# 多様体の射
代数幾何学においてアフィン多様体の間の写像が正則写像（せいそくしゃぞう、英: regular map）であるとは、それが多項式によって与えられることを言う。陽に書けば、X, Y がそれぞれアフィン多様体 An, Am の部分代数多様体（あるいは代数的集合）であるとき、X から Y への正則写像 f は、各 fi が座標環 k[x1, …, xn]/I（I は X を定義するイデアル）に属するものとして、
{\displaystyle f=(f_{1},\ldots ,f_{m})}
なる形に書ける。ゆえに像 f(X) は Y に含まれる（つまり、Y の定義方程式を満たす）。
より一般に、抽象代数多様体間の写像 ƒ: X → Y が一点 x において正則 (regular at a point x)とは、x の近傍 U と f(x) の近傍 V が存在して、制限写像 ƒ: U → V が U と V との座標パッチ 上の写像として正則となることを言う。さらに ƒ が X の任意の点において正則であるとき、ƒ は正則 (regular) であるという。
代数多様体間の射は、その始域と終域にザリスキー位相を入れたとき連続でなければならない。より厳密に、抽象代数多様体をある種の局所環付き空間として定義するとき（例えば射影多様体に対する「環付き構造」は射影多様体の項を参照せよ）、この定義のもとでの代数多様体間の射とは台とする局所環付き空間の間の射のことを言う（故にたとえばこの射は定義により連続になる）。
Y = A1 となる特別の場合を考えるとき、正則写像 ƒ: X → A1 は正則函数 (regular function) と呼ばれ、これは微分幾何におけるスカラー函数に対応するものである。即ち、スカラー函数が一点 x において正則 (regular) となるのは、x の適当な近傍においてそれが有理函数（つまり多項式の商）に書けて、かつその分母が x において消えていないときに限られる。正則函数環（つまり、座標環あるいはより抽象的に構造層の大域切断の環）はアフィン代数幾何において基本的対象である。一方、連結射影多様体上の正則函数は定数しかない（これは複素解析におけるリウヴィルの定理の類似とみなせる）から、射影代数幾何では（正則函数ではなくて）直線束（あるいは因子）の大域切断を考えるのが普通である。
事実として、既約代数曲線 V 上の函数体 k(V) を取ると、この函数体に属する任意の函数 F は V から k 上の射影直線への射として実現することができる。その像 F(V) は一点か、さもなくば射影直線全体である（これは射影多様体の完備性の帰結である）。つまり、F が実際に定数なのでない限り、F は V のどこかの点において値が ∞ となることを認めなければならない。いま、F のそのような（値が ∞ となる）点における振る舞いは、そのほかの点におけるよりも（ある意味で）悪くはならない。つまり、∞ は射影直線上にとった無限遠点として、それはメビウス変換によってどこでも好きなところに移すことができる。しかし幾何学的な必要により、函数の終域を（射影直線ではなく）アフィン直線に限らねばならないとすれば、有限な値しかとれないので、不十分である。
正規代数多様体上の有理函数が正則であるための必要十分条件は、それが極を持たぬことである。これはハルトークスの拡張定理の類似である。
正則写像は定義によりアフィン多様体の圏における射である。特にアフィン多様体の間の正則写像は、その座標環の間の環準同型に反変的に一対一対応する。
逆もまた正則であるような正則写像は双正則（そうせいそく、英: biregular）であるといい、代数多様体の圏における同型射である。代数多様体間の射で台となる位相空間の間の同相となるものは必ずしも同型射ではない（反例はフロベニウス射 {\displaystyle t\mapsto t^{p}} で与えられる）。他方、f が双射双有理かつ f の終域が正規代数多様体ならば f は双正則である（ザリスキーの主定理参照）。
正則および双正則は非常に強い条件（射影空間上の定数でない正則函数は存在しない）から、それより弱い条件である有理写像や双有理写像が同じくらいよく用いられる。
f が代数多様体の間の射ならば、f の像はその閉包の稠密開集合を含む（可設的集合を参照）。
複素代数多様体の間の正則写像は（複素解析的な意味での）正則写像 (holomorphic map) である（実際には少し差異があって、本項に言う代数幾何的な意味で正則 (regular) となるのは特異点が除去可能であるような有理型写像なのであるが、実用上はこの差異は無視されるのが普通）。特に、複素数平面の中への正則写像は、まさに通常の（複素解析的な意味の）正則函数に他ならない。